# إدوارد إل. روميرو
إدوارد إل. روميرو (بالإنجليزية: Edward L. Romero)‏ هو دبلوماسي أمريكي، ولد في 2 يناير 1934 في ألاموسا في الولايات المتحدة.

## وصلات خارجية
- إدوارد إل. روميرو على موقع إن إن دي بي (الإنجليزية)